# キヤノン・コンポーネンツ
キヤノン・コンポーネンツ株式会社は、埼玉県児玉郡上里町に本社を置くキヤノングループの一社。社員の交通安全の教育には非常に積極的である。2017年8月に新棟が落成した。

## 主な事業
- 電子回路設計
  - プリント基板の設計
- CIS（コンタクトイメージセンサー）事業
- その他、キヤノングループ内からの受託開発案件
  - プリンタ機器の生産
  - 医療用機器の生産